# Jesse Peretz
Jesse Peretz est un réalisateur américain né le 19 mai 1968 à Cambridge (Massachusetts).

## Filmographie
- 1997 : First Love, Last Rites
- 2001 : The Château[2]
- 2001 : Making the Video (TV), 1 épisode
- 2004 : Superchunk: Crowding Up Your Visual Field (TV)
- 2006 : Son ex et moi (The Ex)
- 2009 : The Electric Company (série télévisée), 1 épisode
- 2009 : Important Things with Demetri Martin (série télévisée), 5 épisodes
- 2011 : My Idiot Brother
- 2015 : Orange Is the New Black
- 2018 : Juliet, Naked